# Тони Така
Tony Taka (яп. トニー Тони:, настоящее имя Такаюки Танака (яп. 田中 貴之), более известный как Tony) — японский геймдизайнер, иллюстратор, мангака и разработчик компьютерных игр.

## Биография
После окончания дизайнерского колледжа, Тони начал работать в рекламном бизнесе. Но в 1998 году он решил стать аниме/манга иллюстратором и ушёл из рекламной отрасли. Со сменой деятельности Тони длительное время работает в качестве художника при создании множества эрогэ, где он разрабатывает персонажей. Это быстро принесло ему популярность. Помимо этого он внёс существенный вклад в разработку персонажей JRPG Shining от Sega. Также он владелец собственной компании RPM YK.

## Работа

### Игры
- Tempest
- Room with Lina (яп. ルーム・ウィズ・リナ Rūmu wizu Rina)
- Shining Tears
- Shining Wind
- Shining Hearts
- Shining Blade
- Shining Ark
- Exstetra
- Shining Resonance

### Эрогэ
- After…
- Arcana: Hikari to Yami no Extasis (яп. アルカナ 〜光と闇のエクスタシス〜 Arukana ~Hikari to yami no Ekusutashisu~)
- Fault!! (яп. フォルト！！ Foruto!!)
- Fault!! Service: Aratanaru Rival (яп. フォルト!!S（サービス）～新たなる恋敵（ライバル）～ Foruto!! Sābisu ~Aratanaru Raibaru~)
- Mitama: Shinobi (яп. 御魂 〜忍〜)
- Sora no Iro, Mizu no Iro
- Shinsou Genmukan (яп. 真章 幻夢館 Shinsō: Genmukan)
- Tsubasa no Hatameki (яп. 翼のはためき)
- Tsubasa no Hatameki: A Sound of her Wings (яп. 翼のはためき ～A Sound of her wings～)
- Partner
- Partner: Sekai de Ichiban Taisetsu na Hito (яп. Partner ～世界でいちばんたいせつなひと～)
- Mitama: Shinobi (яп. 御魂 ～忍～)
- Shinshou Genmukan (яп. 真章 幻夢館 Shinshō: Genmukan)
- France Shoujo: Une fille blanche (яп. 仏蘭西少女～Une fille blanche～ Furansu Shōjo ~Une fille blanche~)

### Лайт-новеллы
- Karakuri Onigami Akatsuki (яп. 機関鬼神アカツキ)

### Додзинси
- Foundation X Kanzen-ban (яп. FOUNDATION X 完全版) (Stellvia of the Universe)
- Unfinished (Princess Crown)
- Kaburimon/Kaburimon 2/3 Kaburimon (яп. カブリモン/カブリモン2/カブリモン3) (Ragnarok Online)
- Runar! (Mobile Suit Gundam Seed Destiny)
- Watashi wa Kyozetsu Suru! Kamo (яп. わたしは拒絶するっ!かも) («Блич»)
- Yakiimo Barbeque (яп. ◯焼きバーベキュー) (Zoids: Genesis)
- Caladbolg (яп. カラドボルグ Karadoborugu) (Fate/stay night)
- Entangle (яп. エンタングルENTANGLE Entanguru) (Zegapain)
- Nekomimi Batoraa (яп. ねこみみばとらあ) (Hayate no Gotoku)
- Kiteruyo! Takeuchi-kun (яп. きてるよ!竹内くんっ) (Bamboo Blade)
- Nanto Iu Deculture! (яп. なんというデカルチャー!) (Macross Frontier)
- Botan Nabe (яп. ぼたん鍋) (Clannad)

### Артбуки
- Tony’s Art Works Graph I to IV (Ограниченное издание в Тайване)

Источники: